# Lentibulariàcies
Les lentibulariàcies pertanyen a la família de les angiospermes, a més de ser plantes carnívores. Els gèneres Polypompholyx i Biovularia abans eren considerats com els membres quart i cinquè d'aquesta família. Biovularia ha estat subsumit dins d'Utricularia, i Polypompholyx ha estat relegada a un subgènere d'Utricularia. La col·locació de la família estava prèviament en Scrophulariales, que s'ha fusionat amb les Lamiales en el sistema filogenètic dels grups d'angiospermes.

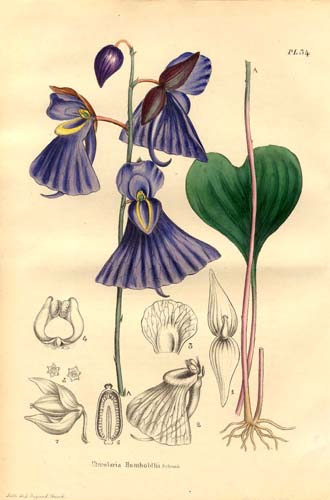
Lentibulariaceae - Utricularia humboldtii

## Morfologia
Les espècies pertanyents a aquesta família són herbes cosmopolites anuals o perennes insectívores, aquàtiques o de llocs humits, arrelades en el substrat, o sense arrels i lliurement flotant amb òrgans fotosintètics submergits, algunes vegades són tiges fotosintèticament actives, amb glàndules pedunculades o sèssils. Són molt abundants i complexes en Pinguicula, en la qual, la superfície de les fulles és viscosa i enganxosa. Algunes d'elles són epífites. El polimorfisme és comú.
Les fulles poden ser transformades. Aquestes són simples, alternes, i estan agrupades en rosetes basals en Pinguicula i Genlisea, en Genlisea apareixen fulles trampa tubulars originades de manera separada a partir del rizoma. En Utricularia, Polypompholyx i Biovularia tenen branques alternes o algunes vegades verticils, dividits o apèndixs, i altres considerades com fulles però sense l'estructura típica d'aquestes. Les branquees estan sumergides quan estan presents, fent la funció de flotació.
Totes les espècies són carnívores, amb òrgans diferenciats que varien segons l'espècie. Són capaces de capturar i digerir petits organismes, a més en les seues preses potencials també trobem protistes, insectes, algues, petits crustàcis o pol·len.

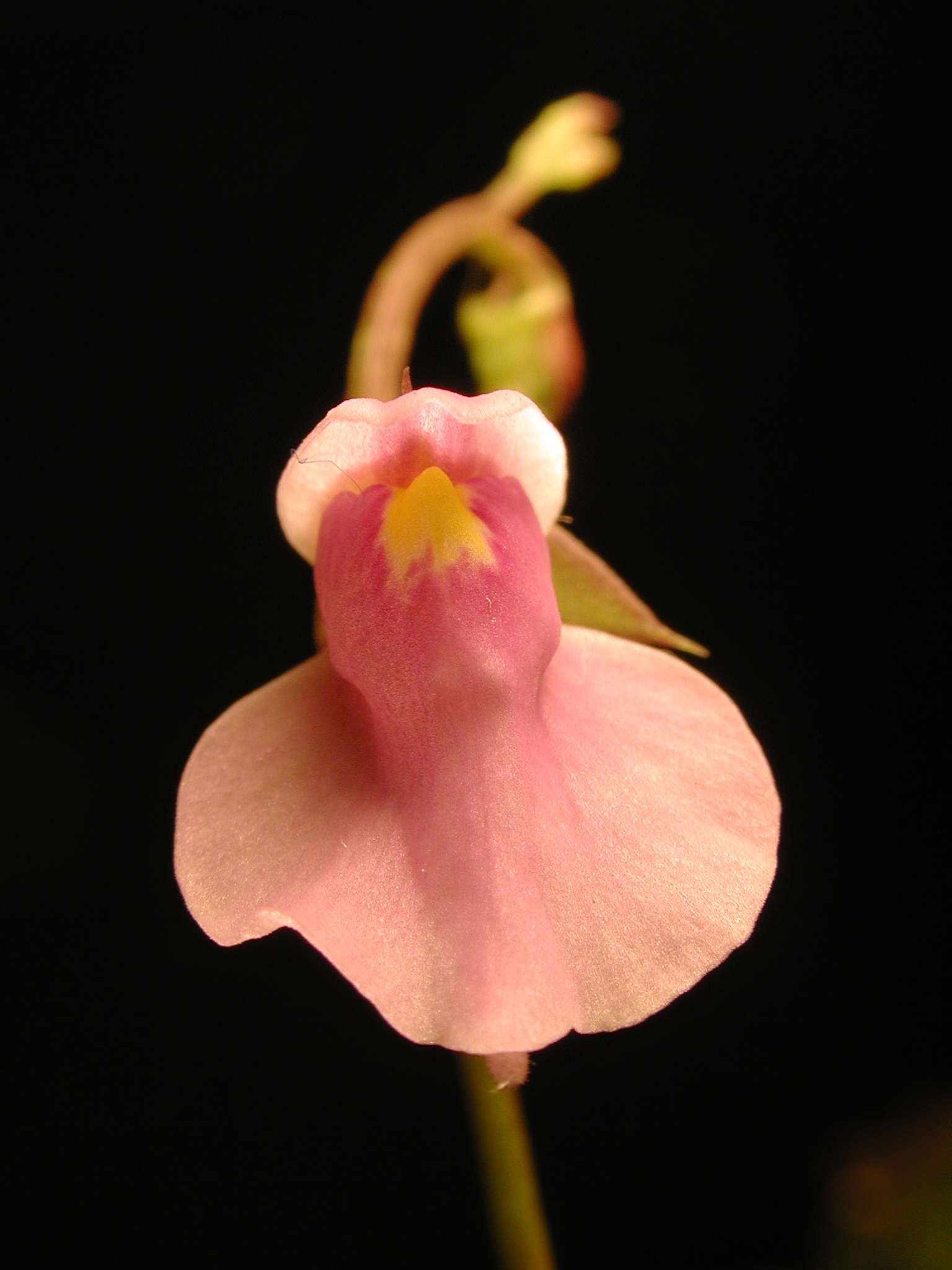
Utricularia calycifida

Les flors són hermafrodites, solitàries i terminals sobre tiges sense bràctees (a Pinguicula), en altres casos sobre raïms amb bràctees, poques vegades reduïdes a una sola flor rematant l'àpex.
Pel que fa al periant. El calze és persistent, amb 4 o 5 lòbuls iguals o dividits, o més o menys profundament dividits formant un llavi superior i un altre inferior. La corol·la és simpetala, comunament vistosa, irregular, bilabiada i més o menys pentalobulada. El lòbul inferior esperonat o tret de la base. El disc nectarífer està absent. El gineceu està format per carpels mitjans units i l'ovari és unilocular, la placentació és basal. L'estil està absent o molt reduït. L'estigma és humit, papil·lat, desigualment bilobulat, el superior reduït o fins i tot suprimit. Nombrosos primordis seminals.
El fruit normalment és capsular, circumcís o dehiscent per 2 o 4 valves o de manera irregular, en Biovularia és indehiscent i monoseminat.